# Alma-Atinskaja (metrostation Moskou)
Alma-Atinskaja (Russisch: Алма-Атинская) is een station aan de Zamoskvoretskaja-lijn van de Moskouse metro. Het station ligt in het uiterste zuidoosten van Moskou en is genoemd naar de hoofdstad van de Kazachse SSR, Alma Ata, nog een stuk verder naar het zuidoosten.

## Geschiedenis
In 1988-1989 is een haalbaarheidsonderzoek gedaan voor de verdere verlenging van de Zamoskvoretskaja-lijn tot Bratejevo. Begin jaren negentig werd zelfs begonnen met het bouwrijp maken van het terrein, maar de werkzaamheden werden al snel gestaakt als gevolg van de economische crisis na het uiteenvallen van de Sovjet-Unie. Destijds had het station de naam industrieterrein in verband met een gepland bedrijventerrein ten zuiden van Bratejevo. Na afloop van de Roebelcrisis in 1999 werd voorzichtig begonnen met het voltooien van stilgelegde metroprojecten en werden oude plannen aangepast en nieuwe gemaakt. Zo werd de Ljoeblinsko-Dmitrovskaja-lijn ten zuiden van de Moskva verlengd en verviel het geplande bedrijventerrein. De verlenging van de Zamoskvoretskaja-lijn ten oosten van Krasnogvardejskaja werd aangepast aan het Metropolitane ontwikkelingsprogramma 2007-2009 en het station en een depot werden opgenomen in het metroconstructieplan 2005-2007. Volgens het voormalige hoofd van de Moskouse metro, D.V. Gajeva zou de bouw in 2012 beginnen. In december 2010 werd begonnen met het bouwrijp maken van de locatie van het station. Op 8 april 2011 werd het ontwerpen van het tracé Krasnogvardejskaja – Bratejevo gegund aan Mosinzjproekt. Op 27 mei 2011 werd het Geïntegreerd ontwikkelingsplan voor de okroeg zuid 2012-2016 gepubliceerd en begonnen de werkzaamheden. Volgens het algemene transportplan van Moskou zou de opening eind 2012 plaatsvinden.  Op 10 augustus 2011 meldde de prefectuur van okroeg zuid dat station Bratejevo in september 2012 zou worden geopend. Na uitstel werd 19 december 2012 als nieuwe datum gehanteerd. Voor de bouwers bleek ook deze datum onhaalbaar en het station werd op 24 december 2012 onder de naam Alma-Atinskaja als 187e van de Moskouse metro geopend. De bouwkosten van het project bedroegen 15,8 miljard roebel.

## Naam
De historische naam Bratejevo is van een dorp dat hier sinds 1628 op de zuidelijke oever van de Moskva lag. De wijk ten noorden van het station is naar het dorp genoemd en het was de bedoeling om, het op 2 december 2011 geopende, Borisovo te noemen naar het voormalige dorp. In december 2010 was de naam Bratejevo echter al verschenen op de borden bij het bouwterrein van het huidige metrostation Alma Atinskaja, 1,38 kilometer van Borisovo. De Kazachse ambassade kwam met het voorstel om het station Alma-Ata te noemen, net als de 600 meter ten noorden van het station gelegen straat. Andersom zou dan een station van de metro van Alma-Ata naar Moskou genoemd worden, dat station is op 18 april 2015 geopend. Begin november 2011 deed een groep taalkundigen en historici een dringende oproep aan Sergej Sobjanin, burgemeester van Moskou, om vast te houden aan de naam Bratejevo gezien de geschiedenis van het gebied en het feit dat de naam nergens anders in Rusland voorkomt. Tijdens een vergadering van het stadsbestuur liet de voorzitter van het PR-comité, Alexander Tsjitjakov, weten dat een van de geplande metrostations Alma-Atinskaja genoemd zou worden en stelde voor om daarvoor een van de stations in Bratejevo te gebruiken. Op 29 november 2011 werd het voorstel van de Kazachse ambassadeur omgezet in een besluit. Gezien de verdiensten van de, uit Alma-Ata afkomstige, Panfilovdivisie bij de slag om Moskou in 1941 werd besloten om het station Alma-Atinskaja te noemen. Eind februari 2012 kwam een actie opgang om het besluit terug te draaien. Volgens de Rossiskaja Gazeta steunde burgemeester Sobjanin de bewoners die de naam Bratejevo wilden behouden. Van 12 tot 14 maart werd er actie gevoerd bij de Kazachse ambassade in de buurt van Tsjistieje Proedy.  Op 26 maart zei parlementslid Vladimir Resin tijdens een werkbezoek aan een van de nieuwe kerken dat het station zou worden omgedoopt in Bratejevskaja. Hij merkte hierbij op dat ambtenaren beter moeten luisteren naar de bewoners ten aanzien van de naam van het station en dat er elders nog wel een station met de naam Alma-Atinskaja zou komen. Op 23 april 2012 sprak Sobjanin tijdens een persconferentie over nieuwe metrostations toch weer over Alma-Atinskaja. Op 7 augustus 2012 hield Marat Koesjnillin, de loco-burgemeester met de metro in zijn portefeuille, een persconferentie. De vragen over de naam vermeed hij met de opmerking dat dat op dat moment geen prioriteit had en hij ging verder niet in op de namen van de stations. De naam Bratejevo bleef uiteindelijk ook bij de metro behouden als naam van het depot naast het station.

## Ligging en ontwerp

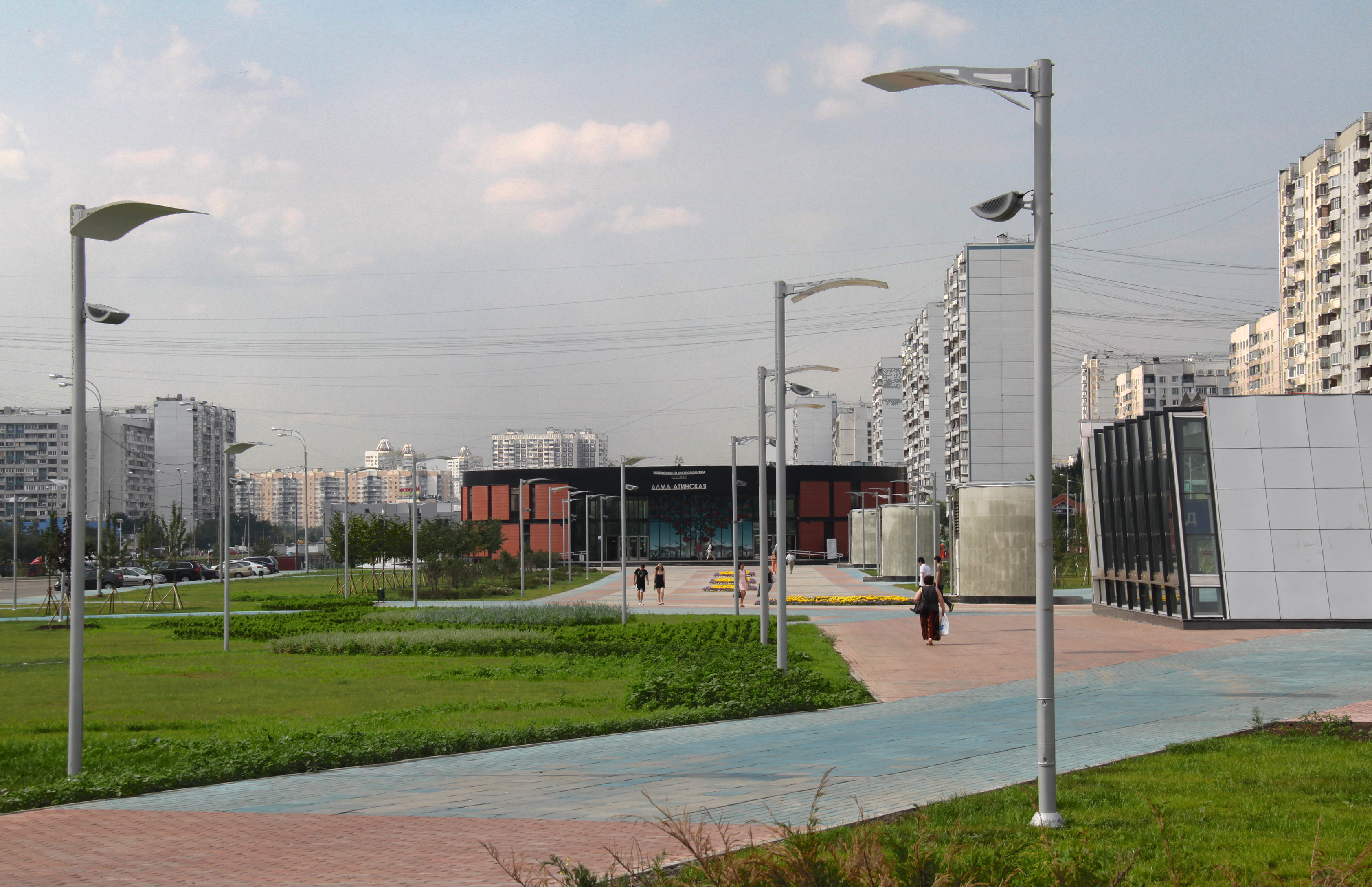
De toegangsgebouwen gezien uit het zuiden
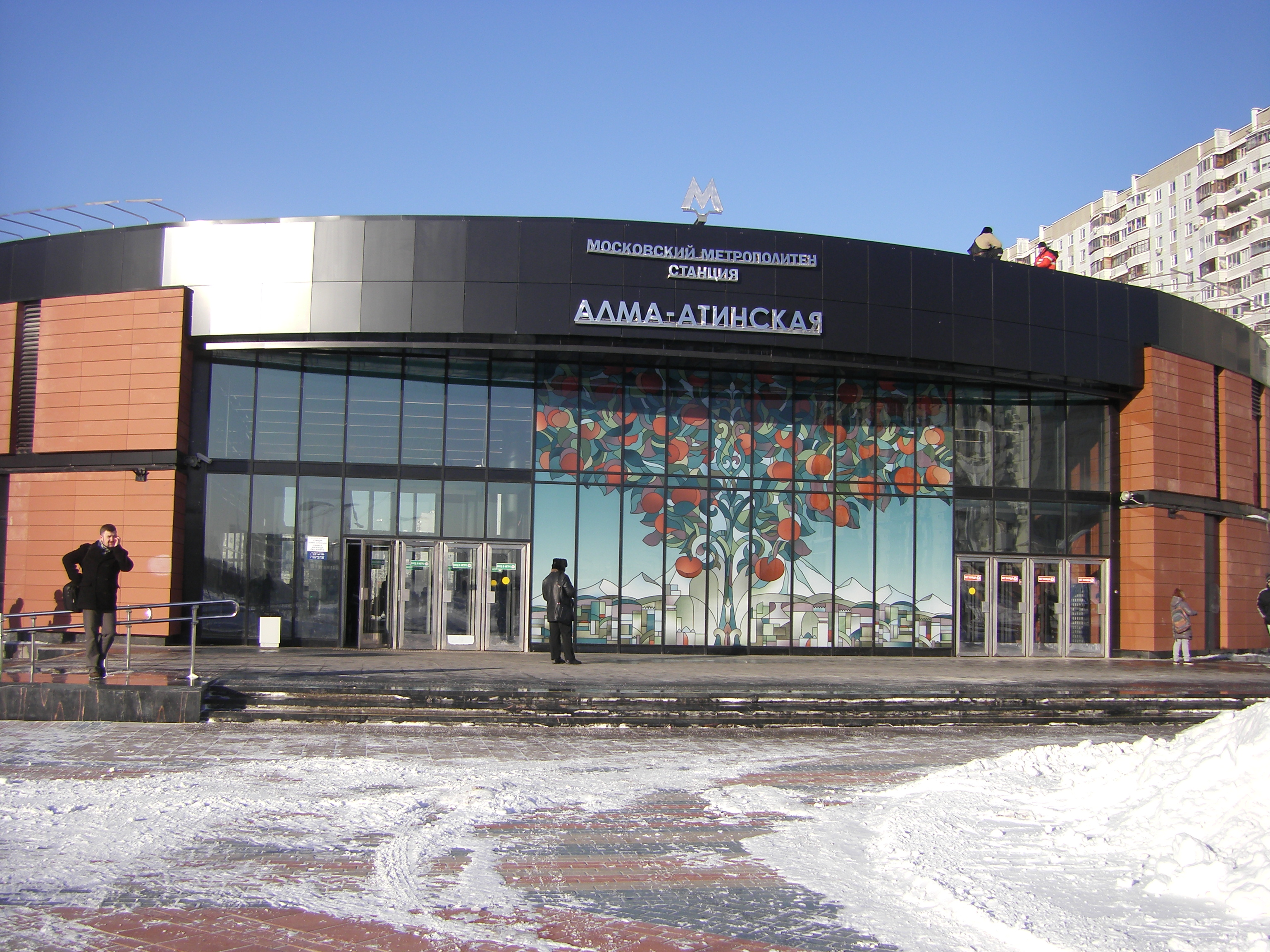
Afbeelding van Alma-Ata als folie op het glas in de zuidgevel van het stationsgebouw
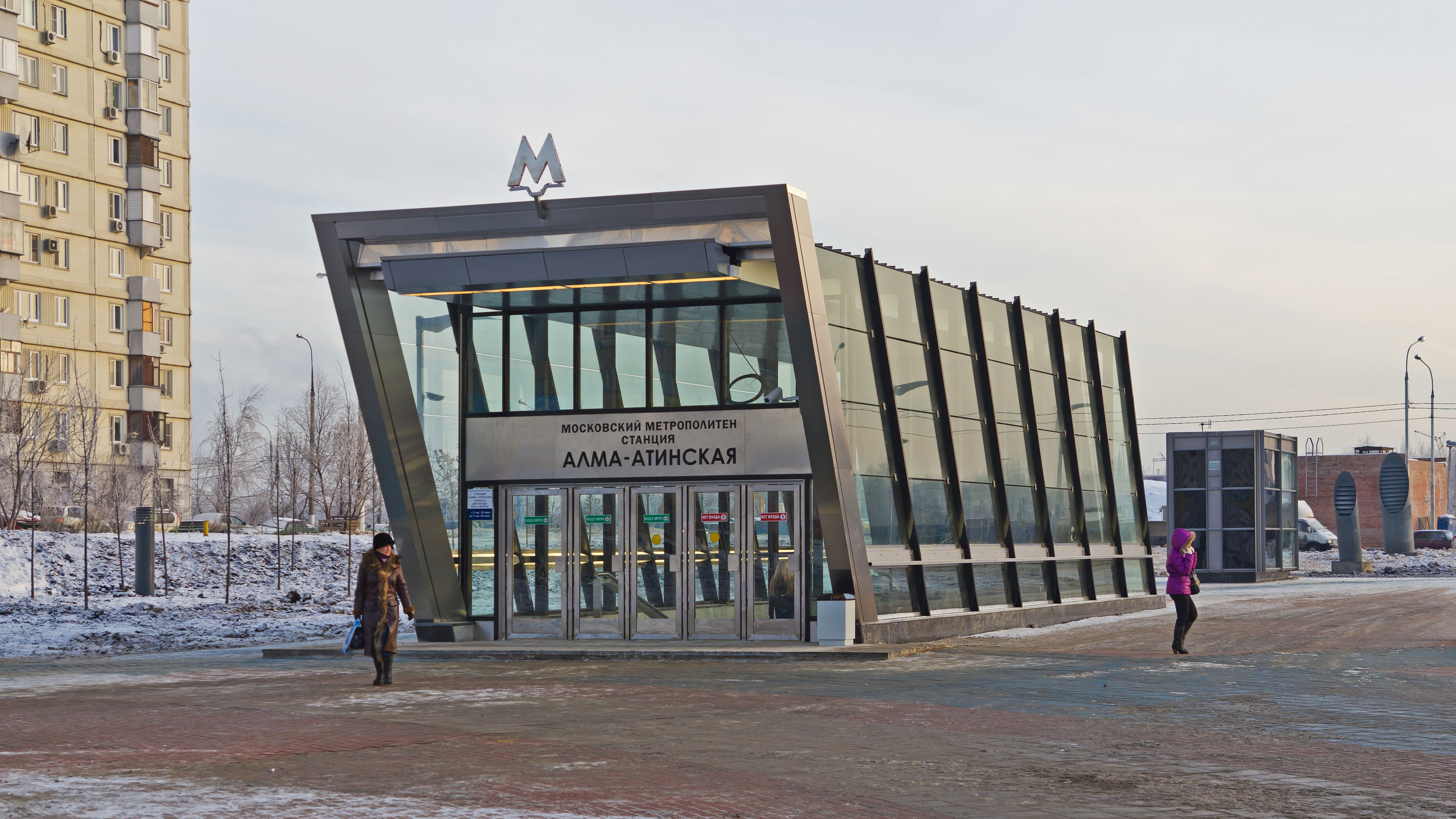
De zuidelijke toegang met de lift op de achtergrond

Het station werd in 2011 ontworpen door een groep architecten en ontwerpers van Metrogiprotrans onder leiding van Nikolai Sjoemakov. Ondergronds is het een enkelgewelfdstation met een eilandperron waarbij het gewelf rust op een tunnelwand van grijs graniet. De rand tussen gewelf en tunnelwand wordt geaccentueerd door een rode metalen pijp. Het perron is bekleed met lichte en donkere granieten platen in een “schaakbordpatroon”. De randen van het perron contrasteren met de aangrenzende platen en zijn bovendien voorzien van een met leds verlichte streep. Kenmerkend voor het station zijn de negen 11 meter lange halve parabolen die de Kazachse joerts symboliseren. De verlichting is in de parabolen aangebracht en is gericht op de binnenkomende treinen uit Krasnogvardejskaja. De wachtklokken boven de sporen hangen, in tegenstelling tot andere stations, beide aan een kant, namelijk de kant van Krasnogvardejskaja.  In verband met de afwateringsvijver vlak ten noorden van het station zijn daar geen keersporen gebouwd maar is er een kruiswissel ten zuiden van het perron en worden beide sporen gebruikt voor aankomst en vertrek.
Bovengronds zijn er twee toegangen, een aan elk perron uiteinde. De noordelijke loopt via het ellipsvormige stationsgebouw bij de Bratejevskaja Oelitsa en de Paromnaja Oelitsa. De zuidelijke heeft een bescheiden gebouwtje met een ondergrondse verdeelhal en ligt bij de Kljoetsjevaja Oelitsa en het park langs de Gorodni.  De lange as van de ellips van het stationsgebouw ligt haaks op die van het perron. Vanuit de stationshal is het perron bereikbaar met roltrappen en liften. De zuidgevel is opgesierd met een afbeelding van een appelboom met Alma-Ata en de bergen rond de stad op de achtergrond. De afbeelding is aangebracht met folie en doet denken aan glas-in-loodramen. De toegangen aan beide zijden komen uit op het park boven het perron en de reizigers moeten dus om de toegangen heen lopen om bij de naburige straten te komen. Ten behoeve van invaliden is het stationsgebouw uitgerust met liften terwijl de zuidelijke toegang overdekt is en hellingbanen heeft voor rolstoelen. Voor slechtzienden zijn de randen van het perron  van tactiel rand en gemarkeerd met led-verlichting.

## Bouw
De bouw van Alma-Atinskaja en de drie kilometer lange tunnel werd uitgevoerd door verschillende afdelingen van aannemer Metrostroi. Zij slaagden erin om de tunnel en de ruwbouw in iets meer dan een jaar te voltooien in plaats van de 2,5 jaar die de norm toestaat. In de laatste fase waren ongeveer 1300 mensen aan het werk op de bouwplaats. In juni en juli 2011 werden spoorwerkzaamheden uitgevoerd en de startschachten waren in augustus gereed. De tunnel werd geboord met twee tunnelboormachines (TBM), de Lovat begon in de uiterwaarden van de Gorodni richting Krasnogvardejskaja, de TBM van Herrenknecht begon in Krasnogvardejskaja aan de tunnel in de andere richting. Op 30 januari 2012 werd tijdens een werkbezoek van de Moskouse burgemeester nog een derde TBM ingezet zodat de voltooiing in december 2012 verzekerd was. Op 12 maart 2012 werden de Bratejevskaja Oelitsa, de Paromnaja Oelitsa en  de Kljoetsjevaja Oelitsa afgelsoten en buslijnen omgeleid in verband met de bouw van het station. Op 11 juli 2012 werd de noordelijke tunnelbuis voltooid en op 31 augustus volgde de zuidelijke tunnelbuis. Op 5 november 2012 was ook de toerit naar het depot, die tussen de doorgaande tunnels als helling is uitgevoerd, gereed. 

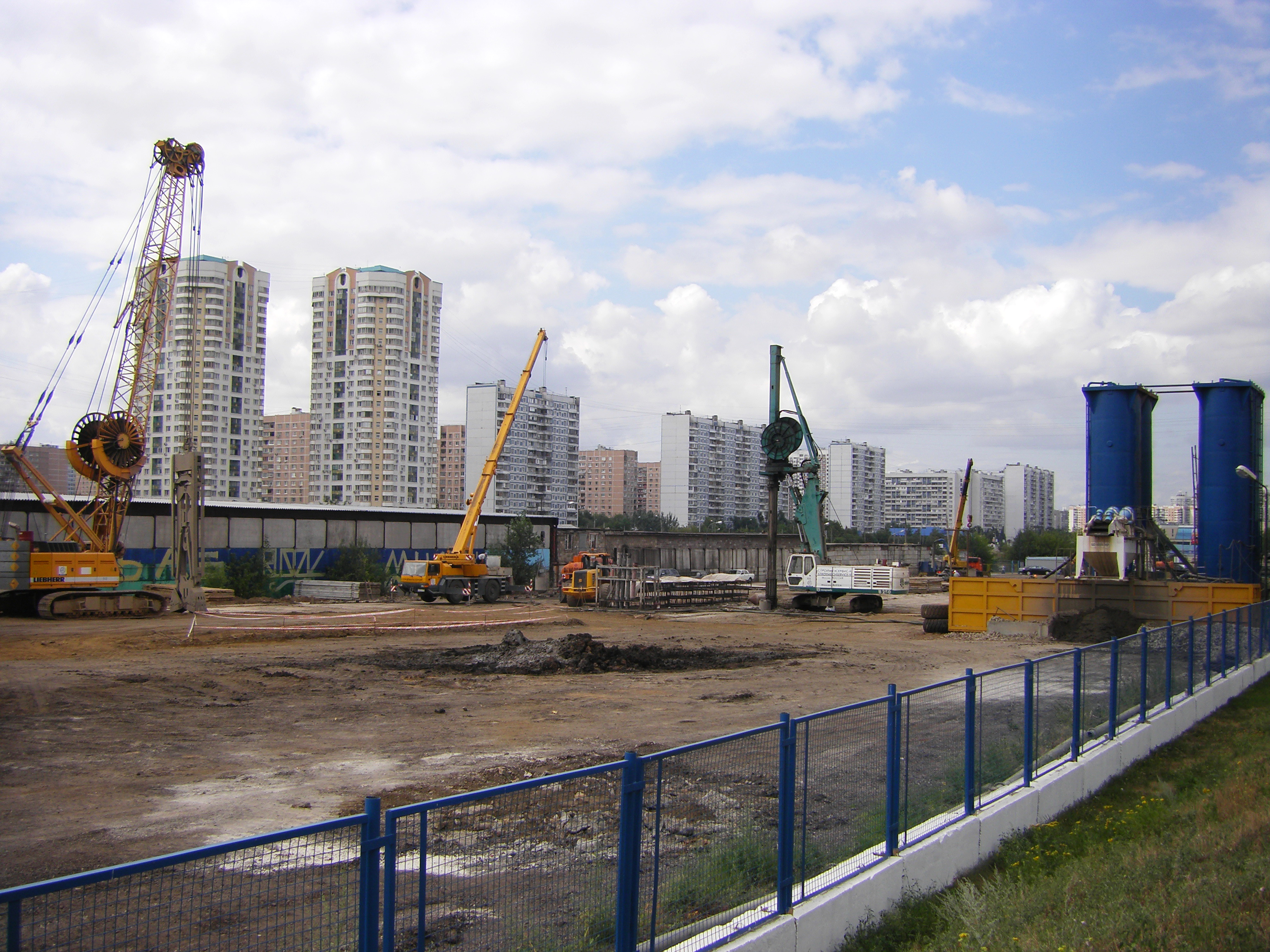
De bouwplaats op 1 augustus 2011
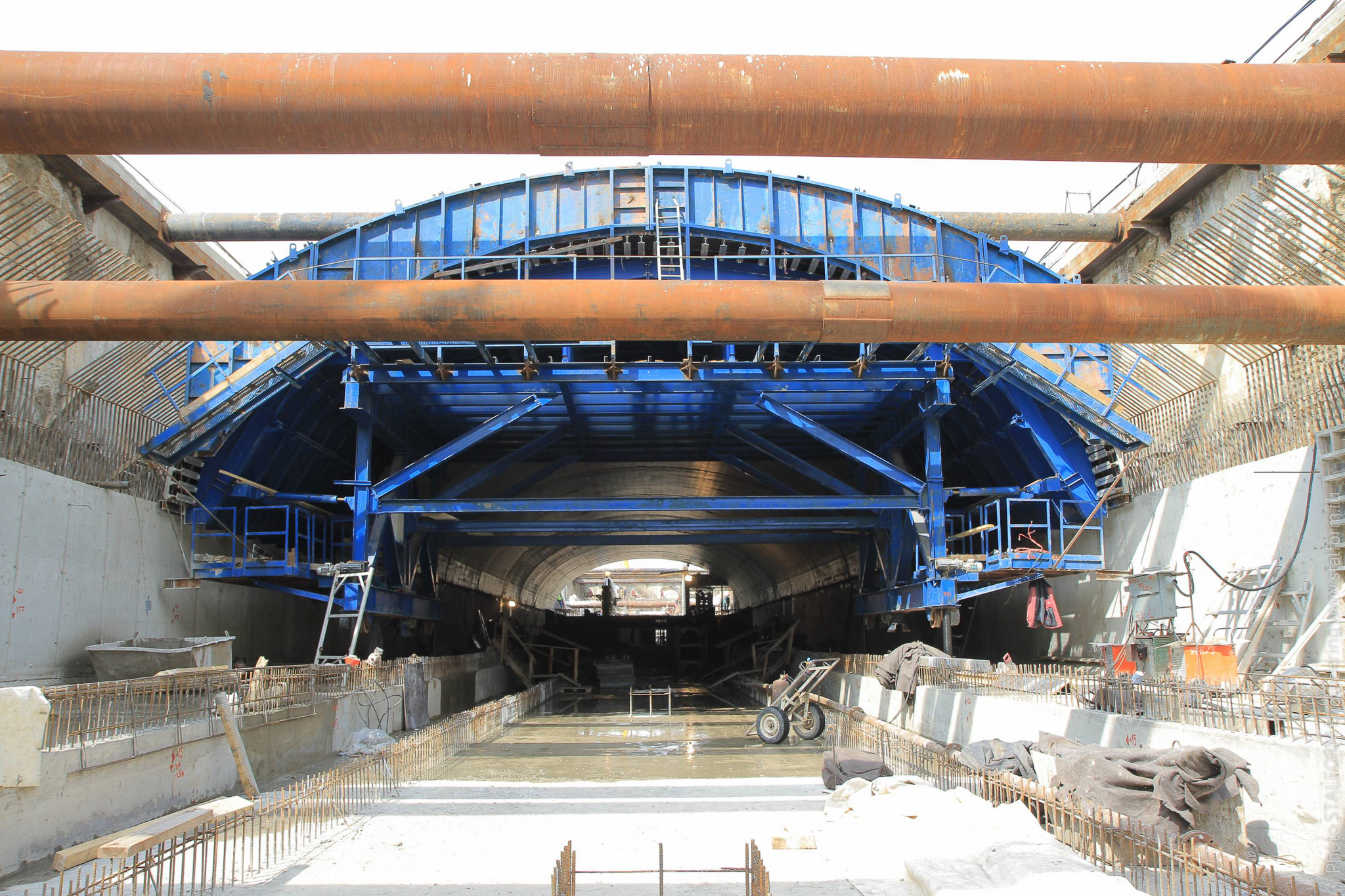
De verplaatsbare bekistingsmachine in actie
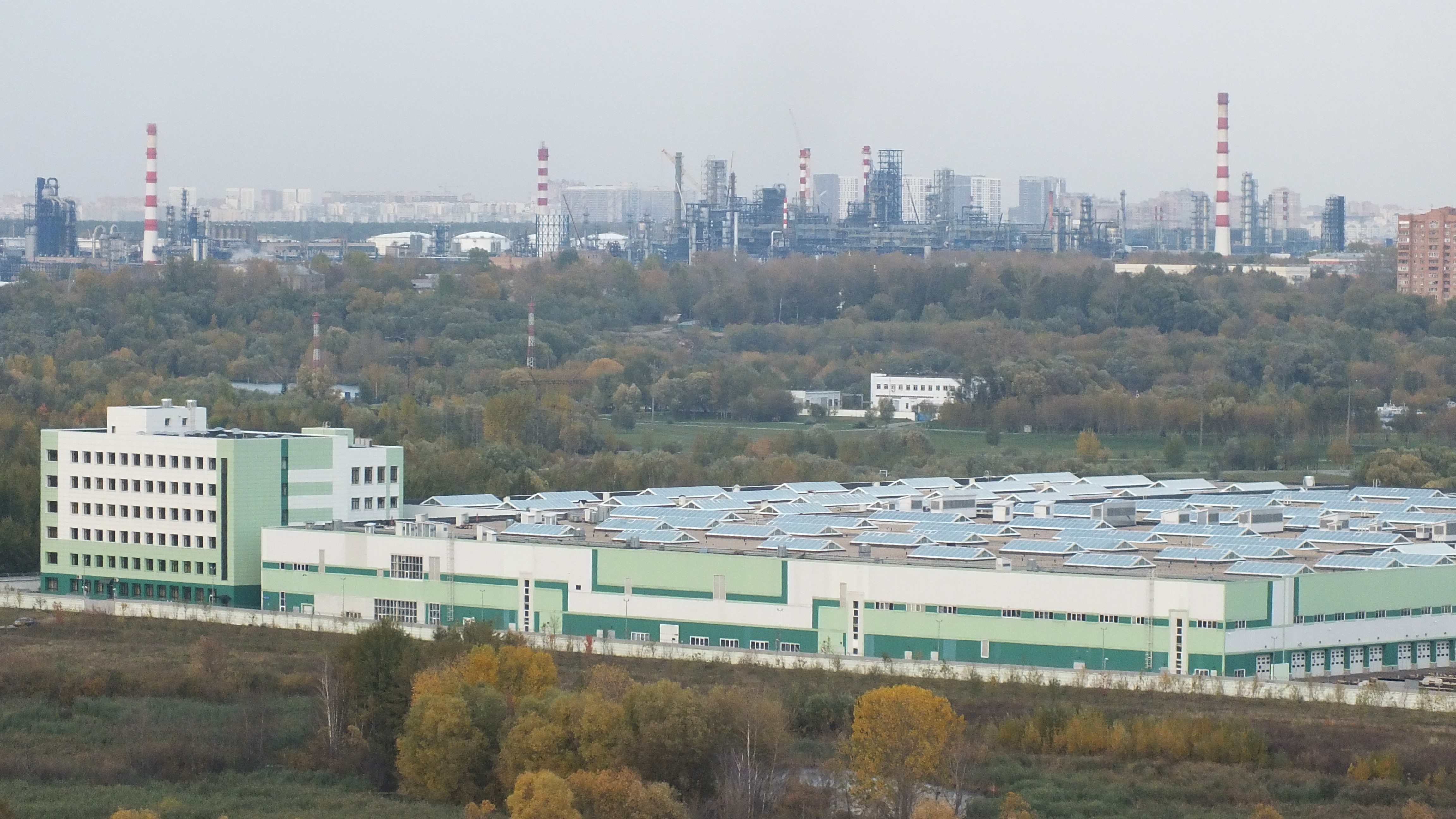
Het depot op 7 oktober 2018

Het station zelf is gebouwd volgens de openbouwputmethode in dezelfde periode als waarin de tunnels geboord zijn. In augustus 2011 werd begonnen met de damwanden en in oktober met het uitgraven van de bouwput. In november 2011 was de put gegraven en werd begonnen met het beton storten voor de bodemplaat en het perron van 162 m lang en 10 m breed. Bouw en installatie groep 3 van metrostroi begon in december met de bouw van het 162 meter lange gewelf, het lastigste deel van het project. Voor het gieten van het 6 meter hoge gewelf werd gebruik gemaakt van een mobiele bekistingsmachine die is ontworpen door STALFORM. Er wordt een deel van negen meter gewelf gegoten en na het uitharden wordt de machine verplaatst waarna het bij het volgende deel wordt herhaald. De eindstukken worden als laatste gebouwd. Door het gewenste gladde oppervlak werden hoge eisen gesteld aan de kwaliteit van de  mallen op de bekistingsmachine. Deze waren dan ook gemaakt van gelamineerd multiplex op aluminium balken. In juli 2012 werd het 18e deel voltooid door de bouw en installatie groep 3 onder leiding van Alexander Larin. In augustus begon de afwerking van het station en het opvullen van de put buiten het gewelf. In december werden alle technische installaties voltooid, getest en in gebruik gesteld. Het depot werd op 15 januari 2014 als 17e depot van de Moskouse metro geopend.

## Reizigersverkeer
De opening van het station betekende een ontlasting van het overstappunt Krasnogvardejskaja-Zjablikovo en een verbeterd openbaar vervoer voor Bratejevo. De eerste trein van de dag vertrek op even dagen om 5:46 uur door de week en om 5:49 uur in het weekeinde. Op oneven dagen is dit 5:59 uur respectievelijk 6:02 uur.